# La gran historia de los videojuegos
La gran historia de los videojuegos (en inglés: The Ultimate History of Video Games) es un libro de 2001 de Steven L. Kent. Publicado inicialmente por Prima Publishing y luego por Three Rivers Press, es una versión actualizada del libro The First Quarter: A 25-Year History of Video Games.

## Desarrollo
El libro se escribió en base de más de 500 entrevistas, con figuras de la industria que otorgaron múltiples conversaciones. Originalmente, Kent tenía la intención de publicarlo en 1995, pero después de una serie de retrasos, lo terminó haciendo de forma independiente en el año 2000. 5000 copias de esta primera edición se vendieron rápidamente exclusivamente a través de Amazon; Prima Publishing terminó comprando los derechos. Inicialmente, el autor se opuso a agregar en el título «Ultimate», pero fue convencido por su editor. Una de sus diferencias con la versión original fue el añadido de un índice. Kent lamentó que la edición de Three Rivers Press se publicara antes de los lanzamientos de las consolas GameCube y Xbox. En 2018 y, nuevamente, en 2019, mencionó que estaba trabajando en un segundo volumen. Finalmente se publicó en agosto de 2021 con el tituló «The Ultimate History Of Video Games, Vol. 2».

## Recepción
Ken Gagne de Gamebits, al revisar The First Quarter: A 25-Year History of Video Games, dijo que sufría de frecuentes errores tipográficos y no le gustaba que Kent ocultara en gran medida su propia opinión. Sin embargo, LudoScience lo llamó «una lectura obligada absoluta para cualquier persona interesada en la historia de los videojuegos».
Nintendo Life dijo que el relanzamiento de 2001 como The Ultimate History of Video Games fue el «trabajo fundamental» de Kent. Publishers Weekly destacó el «entusiasmo contagioso» del autor y llamó al libro «un tributo amoroso» a la industria de los videojuegos. Tim Rotertson en MyMac.com llamó a Kent un «escritor talentoso» y le dio al libro una calificación de 5/5, pero sugirió que debería de tener varios volúmenes para una mayor profundidad.